# 横川重陳
横川 重陳（よこがわ しげのぶ、天正14年（1586年） - 慶安2年（1649年））または横河次太夫重陳は、江戸時代初期の武士。大名池田氏家臣。

## 概要
江戸時代初頭の大名、池田忠雄に仕え淡路洲本藩藩士となる。慶長19年（1614年）の大坂の陣に出陣した際には、博労淵の戦いで敵将・平子正貞を討ち取る一番槍の武功をあげ、徳川家康から感状を得た。天下普請では、大坂城の石垣改修にあたり巨石の切り出しを行ったほか、江戸城では紅葉山の平川口の普請を行った。寛永9年（1632年）、岡山藩藩主となっていた主君が死去すると、家督を継いだ池田光仲に仕え、転封先で鳥取藩藩士となっている。
平成29年2017年、子孫により伝えられてきた徳川家康からの感状が、兵庫県明石市立文化博物館にて公開された。